# Peter von Unruh

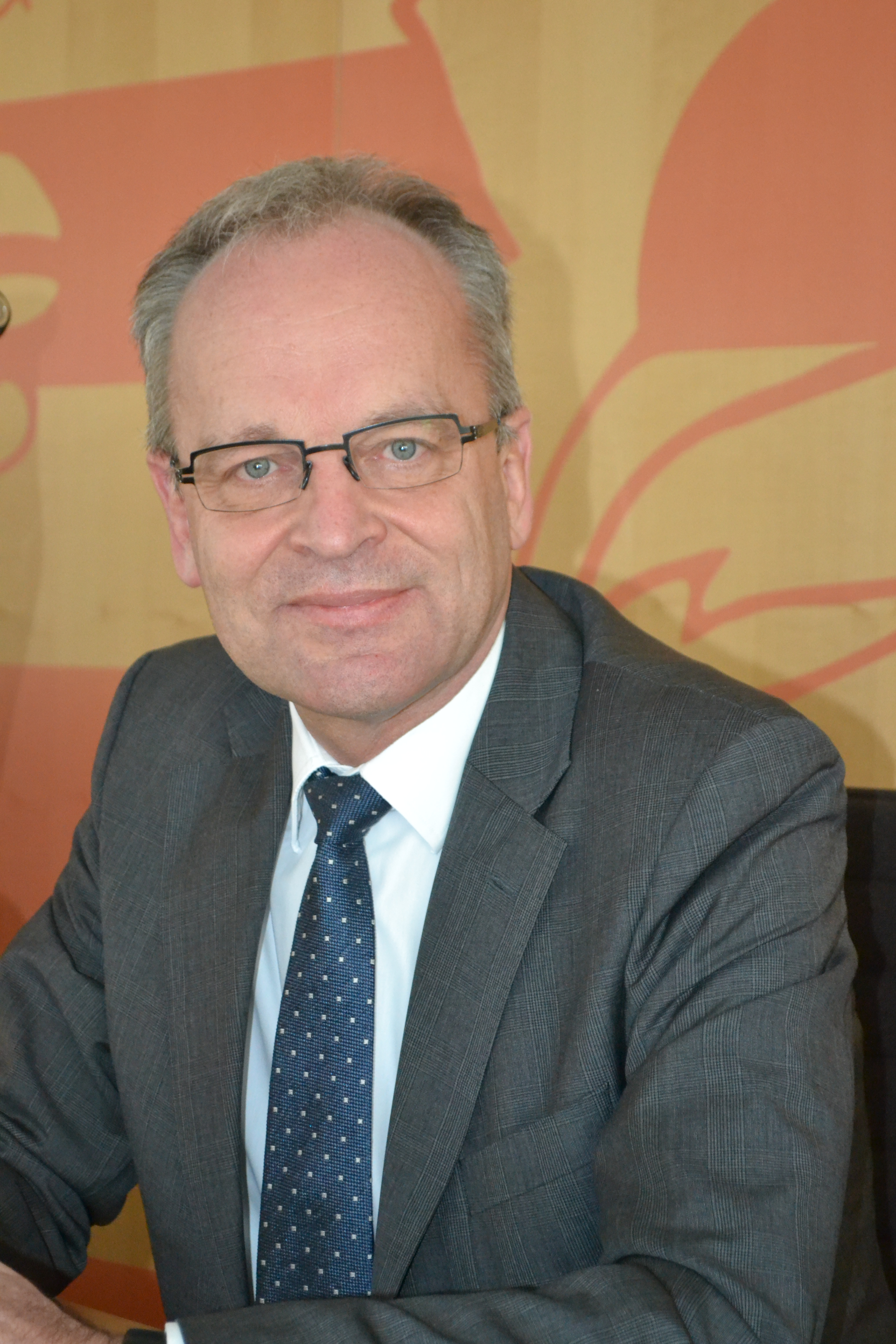
Peter von Unruh

Peter von Unruh (* 17. März 1960 in Koblenz) ist Direktor beim Hessischen Landtag.

## Studium
Peter von Unruh studierte von 1980 bis 1986 Rechtswissenschaften und Politologie in Freiburg und Bonn. Nach dem ersten Staatsexamen, dem Referendariat und dem zweiten Staatsexamen 1990 wurde er zum Richter beim Verwaltungsgericht Koblenz ernannt. 

## Beruflicher Werdegang
Im Rahmen eines Austauschs zwischen Justiz und öffentlicher Verwaltung wurde er 1990 als Dezernent für Soziales, Jugend, Familie und Sport zur Kreisverwaltung Ahrweiler abgeordnet. 1991 ging er zum Ministerium für Wirtschaft und Verkehr des Landes Rheinland-Pfalz (seit Oktober 1994 Ministerium für Wirtschaft, Verkehr, Landwirtschaft und Weinbau), zunächst als Persönlicher Referent des damaligen Ministers Rainer Brüderle und später als Leiter des Ministerbüros. 
1996 wechselte von Unruh an die Vertretung des Landes Rheinland-Pfalz beim Bund und für Europa nach Bonn, wo er als Referent für Justiz, Wirtschaft, Verkehr, Landwirtschaft und Weinbau eingesetzt war. 1999 ging er zur Landesvertretung nach Berlin. Dort wurde er zusätzlich Leiter des Gemeinsamen Büros der Länder Niedersachsen, Schleswig-Holstein, Saarland und Rheinland-Pfalz und nach dem Umzug der rheinland-pfälzischen Landesvertretung nach Berlin stellvertretender Leiter der Abteilung Bundesangelegenheiten.
Seit 2002 ist Peter von Unruh Direktor beim Hessischen Landtag in Wiesbaden. In dieser Funktion ist er auch Mitglied im Kuratorium „Hessischer Friedenspreis“ der Albert-Osswald-Stiftung, die seit 1994 jährlich den mit 25.000 Euro dotierten Preis an Persönlichkeiten verleiht, die sich um den Frieden und die Völkerverständigung verdient gemacht haben, sowie Mitglied im Beirat der „Partnerschaft der Parlamente e. V.“ (PdP). Die PdP verbindet die Abgeordneten der deutschen und österreichischen Landtage mit ihren Kollegen der amerikanischen State Legislatures und der Provinzparlamente Kanadas.

## Ehrenamtliches Engagement
Peter von Unruh ist Mitglied im Johanniterorden, Mitglied der Synode der Evangelischen Kirche in Hessen und Nassau. Er war Stiftungsvorsitzender und Mitglied im Landesvorstand des Verbandes Christlicher Pfadfinderinnen und Pfadfinder Rheinland-Pfalz/Saar.